# Casa Corio
Casa Corio è una dimora gentilizia di Legnano. Si trova nel quartiere di Legnanello, lungo corso Sempione.

## Storia

Il cortile interno di Casa Corio nel 1930

È un edificio a due piani con pianta a corte. Costruito nel XV secolo, possiede un lungo porticato ad archi a tutto sesto con colonne in serizzo, che si sviluppa su due lati limitrofi del cortile interno.
La casa Corio, durante i secoli, è stata oggetto di ripetute modifiche e ricostruzioni, cosicché solo una piccola parte dell'antica dimora quattrocentesca è giunta sino a noi. La porzione dell'edificio prospiciente corso Sempione, nel 1930, venne demolita e ricostruita per poter permettere l'ampliamento della strada.
Durante questi lavori di demolizione vennero asportati alcuni affreschi che erano dipinti sulla facciata esterna. Questi affreschi, che sono custoditi presso la Torre Colombera, rappresentano I Quattro Evangelisti, una Madonna col Bambino e San Cristoforo.